# Малес Людмила Володимирівна
Малес Людмила Володимирівна (нар. 13 листопада 1975, Київ) — українська вчена, соціолог, доктор соціологічних наук, доцент, професор кафедри теорії та історії соціології факультету соціології КНУ ім. Тараса Шевченка. Сфера наукового інтересу дослідниці: соціокультурний аналіз, соціально-демографічні процеси, гендерні, урбаністичні дослідження. Учасниця Міжнародної асоціації гуманітаріїв, Соціологічної асоціації України.

## Життєпис
Народилася 13 листопада 1975 року в м. Київ у родині науковця (економічні науки) Володимира Малеса. У 1993 році закінчила середню загальноосвітню школу # 277 у м. Києві
У 1999 році закінчила Київський університет імені Тараса Шевченка та отримала диплом магістра за спеціальністю «Соціологія» з відзнакою. З 1999 року працює викладачкою факультету соціології (до 2007 року — факультету соціології та психології) КНУ імені Тараса Шевченка.
У 2003 році захистила дисертацію на здобуття наукового ступеню кандидата соціологічних наук, а у 2013 — дисертацію на здобуття наукового ступеню доктора соціологічних наук. У 2007 році здобула вчене звання доцентки кафедри теорії та історії соціології КНУ імені Тараса Шевченка.
Авторка понад ста публікацій наукового та навчально-методичного характеру. Пише для ресурсів «Гендер в деталях», «Повага: кампанія проти сексизму в ЗМІ та політиці», «Критика» та ін.

## Основні публікації
ORCID 0000-0002-8025-6019
- Малес Л. Вивчаючи тексти культури: соціокультурний аналіз як пізнавальна стратегія соціології. Монографія / Л. Малес. — К. : К. І.С. — 2011. — 325 с.

### Колективні монографії
- NewImaginaries: YouthfulReinventionofUkraine'sCulturalParadigm / ed. andtranslatedbyMarian J. Rubchak.  NewYork&Oxford: Berghahn, 2015.
- Obce/swoje. Miasto i wies w literaturze i kulturzeukraicskiej XX—XXI wieku / RedaktorKatarzynaGlinianowicz, KatarzynaKotynska. — Kracow: WidavnictwoScriptum. — 2015. [Архівовано 18 квітня 2019 у Wayback Machine.]
- Family and social changeinSocialist and Post-Socialist societies: change and continuity in Eastern Europe and East Asia / ed. By Zsombor Rajkai. Brill. LeidenBoston, 2014.
- Slovo v kultuře a kulturaveslovĕ. Слово в культурі та культура в слові. ed. A.Arkhanhelska. UniverzitaPalackeho v Olomouci. Olomouc, 2014. — 362 p.
- Ґендер і етнічність. Україна перед Європейським вибором. Кер.проекту Людмила Малес, редактор Світлана Іващенко. Копірайт: ПРООН. — К. –2006 50 с. [Архівовано 18 квітня 2019 у Wayback Machine.]
- Медиа в выборах /Андросенко Т., Костенко Н., Макеєв С., Малес Л. — К. : Национальнаяакадемия наук Украиныин-т социологии, 1999.

### Підручники та навчальні посібники у співавторстві
- Перехрестя культур. Країни Чорноморського регіону та суспільно-політичні зміни в ХІХ−ХХ ст.: Навчальний посібник та посібник для вчителів: EUROCLIO, 2015. [Архівовано 18 квітня 2019 у Wayback Machine.]
- Спільна історія. Діалог культур. Навчальний посібник. — Львів ЗУКЦ, 2013. — 256 с.
- Гендер для медій. Підручник із гендерної теорії для журналістики та інших соціогуманітарних спеціальностей. За ред. М.Маєрчик, О.Плахотнік, Г.Ярманової. — К.: Критика, 2013. — 217с. (Друге видання — 2017)
- Соціологія міста. навчальний посібник /  за заг. ред. О. К. Міхеєвої, Донецьк: вид-во «Ноулідж», 2010. — 463 с.
- Якісні дослідження в соціологічних практиках. Навчальний посібник. Наук. ред. Н.Костенко, Л. Скокова. — К.: Інститут соціології НАН України, 2009. — 400 с.
- Основи теорії гендеру. Навчальний посібник / Чухим Н., Мельник Т., Скорик М., Малес Л. та ін. . — К.: «К. І. С.», 2004. — 536 с.
- Социология в аудитории: искусствопреподавания Сб. научно-методическихматериалов/ под ред. С. Бабенко. — Х.: Изд. Центр ХНУ им. В. Н. Каразина, 2003
- Социология в аудитории: искусствокоммуникации: Научно-методическоепособие для преподавателей / под ред. С. Бабенко. — Х.: Изд. Центр ХНУ им. В. Н. Каразина, 2004
- Малес Л. Основи гендерного аналізу в дисциплінах соціогуманітарного циклу. Методичні рекомендації. — К.: ПРООН, 2004. — 39 с.

### Вибрані статті
- Конструирование национальной идентичности в медиа: украино-российские взаимные образы сейчас и 15 лет назад / Ю.Гнит, Л.Малес, Б.Мотузенко, В.Рымжа, Н.Фреик // WiadzaSadzenia. Identities, Media and  Literature in   Ukraine and about Ukraine: TheContemporarySituationandHistoricalDimension. — 2016. — Vol.8. 109—123 [Архівовано 10 квітня 2018 у Wayback Machine.]
- Малес Л. Експлуатація приватної сфери сім'ї за радянських часів та незалежності // Наукові праці. Науково-методичний журнал. Серія Соціологія. / Чорноморський державний університет імені Петра Могили, Миколаїв — Вип. 246, 2015. — С. 118—123
- Малес Л. Гендерна та інтерсекційна дискримінація в материнстві // Актуальні проблеми соціологи, психології, педагогіки: Збірник наукових праць. — К.:Фенікс, 2015. -  №. 2 (27). — С.17-26
- Смислові перспективи навчання / вивчення соціології: студентоцентрована освіта// Соціологія: теорія, методи, маркетинг. — № 3, 2014. — С.185-203 (у співавторстві) [Архівовано 19 жовтня 2016 у Wayback Machine.]
- Малес Л. Моральні паніки як маніпуляції зі зниклим та знищення розмаїття // Методологія, теорія та практика соціологічного аналізу сучасного суспільства: Збірник праць. — Харків: ХНУ ім. В. Н. Каразіна, 2014. — Вип.20. — C.26-30.
- Малес Л. Символічні зміни в просторі міста в соціокультурних контекстах ХХ ст. // Грані. Дніпропетровськ, 2014. — № 9 (113). — С. 117—122.
- Малес Л. Центральність та публічність: випадок Києва // Урбаністичні стратегії Києва. — К.: Фонд імені Гайнріха Бьоля в Україні, 2011. — С. 28-35.
- Малес Л. Національні та гендерні конструкти в системі регіональних ідентичностей: конкуренції та домінації // Схід-Захід. Історико-культурологічний збірник. Вип. 8. — Х.-К.: Критика. 2006
- Малес Л. Соціокультурний аналіз на перетині структурних ознак // Методологія, теорія та практика соціологічного аналізу сучасного суспільства. Зб. наукових праць. — Х.: ХНУ ім. Каразіна, 2005. — С. 497—502.;
- InSearchofHolidays: TheCaseofUkraine // NationalDays/ NationalWays. Historical, political, andreligiouscelebrationsaroundtheworld. Ed. byL.Fuller. — Westport, L., 2004. S. 285—301. (Андросенко Т., Костенко Н.,Малес Л.);
- Малес Л. Пределы и запредельное модерна vsпространство постмодерна / Постмодерн: новаямагическаяэпоха: Сб. статей / Под ред. Л. Г. Ионина. — Харьков, 2002. — С.153-163.